# Mohammed Sabo (boxe anglaise)
Pour les articles homonymes, voir Mohammed Sabo.
Mohammed Sabo est un boxeur nigérian né le 1er octobre 1967.

## Carrière
Aux Jeux olympiques d'été de 1988 à Séoul, Mohammed Sabo est éliminé au deuxième tour dans la catégorie des poids coqs par l'Irlandais John Lowey (en).
Il est médaillé d'or aux Jeux du Commonwealth d'Auckland en 1990 puis médaillé de bronze dans la catégorie des poids coqs aux Jeux africains du Caire en 1991, s'inclinant en demi-finale contre l'Ougandais Fred Muteweta.
Aux Jeux olympiques d'été de 1992 à Barcelone, il est éliminé en quarts de finale dans la catégorie des poids coqs par l'Irlandais Wayne McCullough.